# Kōji Totani
 (janvier 2021).
Le contenu est difficilement compréhensible vu les erreurs de traduction, qui sont peut-être dues à l'utilisation d'un logiciel de traduction automatique.
Kōji Totani (戸谷 公次, Totani Kōji), né le 12 juillet 1948 à Nagoya et mort le 6 février 2006, était un seiyū. Il travaillait pour Aoni Production.
Son surnom était Totani-chan. Le 6 février 2006, à l'âge de 57 ans, il meurt d'une insuffisance cardiaque aiguë.

## Rôles

### Dessins animés
- Air (Minagi's father) Air (Minagi le père)
- Mobile Suit Gundam (Ouragan, Cozun Graham)
- Mobile Suit Zeta Gundam (Kacricon Cacooler, Gady Kinzei)
- Mobile Suit Gundam ZZ (Gottn Goh, Gidan août)
- Galaxy Express 999 (locomotives, autres)
- Kikou Kantai Dairugger XV (Teresu)
- Muscleman (Detective Gobugari, Announcer, Big Magnum, autres)
- Cyborg 009 1979 (Pyunma/008)
- Sakigake!! Otokojuku (Umanosuke Gonda, Henshouki)
- Samurai Champloo (Shige)
- Juushin Liger (Doll Neibee)
- Heavy Metal L-Gaim (Hasha Moja, Bara)
- Aura Battler Dunbine (Tokamak Rovsky, Dolple Giron)
- Saint Seiya (Shura, Mozes)
- Armored Trooper Votoms (Butchintein)
- Taiyou no Yuusha Fighbird (Guard Wing)
- Les Transformers (Motormaster / Menasor)
- Les Transformers 2010 (Sky Lynx, Strafe, Motormaster / Menasor)
- Transformers: Victory (Blacker / Road Caesar)
- Transformers: The directeurs (Skullcruncher, Doublecross)
- Transformers: Super-Dieu Masterforce (Blood)
- Le Collège fou, fou, fou (Yui du Père et Tulip)
- Dr Slump et  Arale-chan (Kurikinton Soramame, chef de la police, autres)
- Tatakae!! Ramenman (Jango)
- Dragon Ball : Draculaman
- Dragon Ball Z : Kiwi
- Dragon Ball GT : Don Kia
- Naruto Houki [ep. Naruto Houki [ep. 167] posthume travail
- Fullmetal Alchemist (Tim Marcoh)
- Ken le Survivant (Club, Fox, Baron, Jagi, Shikaba, Young Ryuuken, Ren, Han, Zebra)
- Mashin Eiyuuden Wataru (Don Goro Shougun)
- Madou King Grand Zort (Battoban)
- Marmelade Boy (Yoshimitsu Miwa)
- Gyandura Densetsu Tetsuya (Zenichi Innami)

### OAV
- Mobile Suit Gundam 0080 : War in the Pocket (Colonel Killing)
- Mobile Suit Gundam 0083 : Stardust Memory (Alpha A. Bate)
- Guyver (Gregole)
- Legend of the Galactic Heroes (Arthur von Streit)
- Dominion Tank Police (Mohican)

### Film d'animation
- Les Ailes d'Honnéamise (Charichanmi)
- Muscleman (Detective Gobugari, Announcer)
- Mobile Suit Gundam (de la Couronne)
- Mobile Suit Gundam II (Koka Lasa)
- Mobile Suit Gundam III (Tokuwan)
- Mobile Suit Gundam : Char contre-attaque (dents)
- Mobile Suit Gundam 0083: Last Blitz of Zeon (Alpha A. Bate)
- Mobile Suit Zeta Gundam (Kacricon Cacooler)
- Mobile Suit Zeta Gundam III (capitaine Guwadan, Gady Kinzei)
- Legend of the Galactic Heroes (Ernest Mecklinger)
- Fatal Fury - The Motion Picture (Laurence Blood)
- Dragon Ball : La Légende de Shenron : Soldat
- Dragon Ball Z : À la poursuite de Garlic : Ginger
- Dragon Ball Z : La Menace de Namek : Zêun

### Jeux
- Kinnikuman Generations / Kinnikuman Muscle Generations (Pentagone, Canadianman)
- Kinnikuman Muscle Grand Prix Max (Pentagone, Announcer) posthume de travail
- Super Robot Wars (Alpha A. Bate, Cozun Graham, Kacricon Cacooler, Gady Kinzei, Gottn Goh, Gidan août, Netto, Hasha Moja)
- Hokuto no Ken (Arcade) (Jagi)
- Dead or Alive 2, Dead or Alive 3 et Dead or Alive 4 (Leon)
- Metal Gear Solid et Metal Gear Solid 2 (Revolver Ocelot)

### Doublage de films
- Un pont trop loin (Ludwig (Hardy Kruger)
- Die Hard (Tony (Andreas Wisniewski)
- Le Parrain (Fabrizio (Angelo Infanti))
- Highlander II: l'accélération (Corda (Pete Antico))
- La Momie (The Mummy) (Dr Bey (Erick Avari))
- Double Détente (Yuri Ogarkov (Oleg Vidov))
- The Running Man (Fireball (Jim Brown))
- Scarface (Omar Suarez (F. Murray Abraham))
- Un nouvel espoir (Daine Jir (Al Lampert ))
- Team America: World Police (Helen Hunt)